# Dolina kraljica
Dolina kraljica je dolina u Egiptu, u kojoj se nalaze grobnice egipatskih kraljica i egipatskih prinčeva i princeza. U drevna je vremena ovo mjesto zvano Ta-Set-Neferu - "Mjesto djece faraona".
U blizini je i mnogo poznatija Dolina kraljeva, gdje su pokopani faraoni. Ovo pusto područje je izabrano za nekropolu jer je izolirano, ali blizu njega je Teba. 
Vjerojatno najpoznatija pokopana kraljica je Nefertari, žena Ramzesa II. Velikog.